# Abronia chiszari
Abronia chiszari (абронія Чісара) — вид веретільницеподібних ящірок родини веретільницевих (Anguidae). Ендемік Мексики. Вид названий на честь американського герпетолога Девіда Чісара.

## Поширення і екологія
Абронії Чісара є ендеміками вулкана Сента-Марта в горах Сьєрра-де-лос-Тустлас в штаті Веракрус. Вони живуть у вологих тропічних лісах, на висоті від 360 до 800 м над рівнем моря. Ведуть деревний спосіб життя.

## Збереження
МСОП класифікує цей вид як такий, що перебуває під загрозою зникнення. Abronia chiszari загрожує знищення природного середовища.